# Люк Галлоус
Эндрю Уильям Хэнкинсон (англ. Andrew William Hankinson, род. 22 декабря 1983, Камберленд, Мэриленд) — американский рестлер, в данный момент выступающий в WWE на бренде SmackDown под именем Люк Галлоус.
Хэнкинсон начал свою карьеру в 2005 году и в том же году принял участие в конкурсе WWE Tough Enough, созданном WWE для поиска новых перспективных рестлеров. Несмотря на то, что он не выиграл конкурс, он подписал контракт на развитие и был направлен в Deep South Wrestling, территорию развития WWE. В 2006 году он начал вражду с Кейном, в которой Хэнкинсон использовал старое одеяние и маску Кейна, называясь Самозванцем Кейном. Они столкнулись на шоу Vengeance (2006), где победу одержал Хэнкинсон. Он был преобразован в Фестуса, тихого человека, который становится безумным, когда звенит гонг. Он работал в команде с Джесси почти два года, пока они не разделились. После этого он ненадолго покинул телевидение, а затем вновь появился в роли Люка Галлоуса, силовика и «ученика» Си Эм Панка в группировке Straight Edge Society. Он был уволен из WWE в 2010 году.
После ухода из WWE он подписал контракт с Total Nonstop Action Wrestling в 2011 году, где стал членом злодейской группировки Aces & Eights под именем D.O.C. (Директор по хаосу). В 2013 году он был уволен, после чего подписал контракт с японским промоушеном New Japan Pro-Wrestling (NJPW) под именем Док Галлоус. В 2013 году он дебютировал в World Tag League в качестве партнера Карла Андерсона, присоединившись к группировке Bullet Club. Галлоус и Андерсон выиграли World Tag League, а в последующие три года они трижды выигрывали командное чемпионство IWGP.
В 2016 году Галлоус и Андерсон ушли из NJPW в WWE вместе с лидером Bullet Club Эй Джей Стайлзом. Вновь выступая под именем Люка Галлоуса, Гэллоус и Андерсон работали в качестве команды, а иногда и в качестве группировки со Стайлзом, известной как The O.C. (The Original Club). Они дважды выигрывали командное чемпионство WWE Raw. Они были освобождены в 2020 году из-за пандемии COVID-19 и через три месяца подписали контракт с  Impact Wrestling. В октябре 2022 года The O.C. вернулись в WWE.

## Карьера в рестлинге

### Impact Wrestling (2020—2022)
18 июля 2020 года Галлоуc и Андерсон объявили о подписании двухлетних контрактов с Impact Wrestling, где выступали как команда под названием «Добрые братья».

### Возвращение в WWE (с 2022)
Осенью 2022 года группировка «Судный день», сложившаяся ранее в составе Финна Балора, Дамиана Приста, Реи Рипли и Доминика Мистерио, перенесла своё внимание на Эй. Джей. Стайлза, предложив ему вступить в свои ряды. 10 октября на RAW Стайлз согласился на предложение оппонентов, однако затем неожиданно объявил о возвращении своих давних друзей по группировке «Клуб» Карла Андерсона и Люка Гэллоуза, которые покинули WWE в 2020 году, после чего два года выступали в других организациях. 17 октября на RAW Судный день заявился в зал после того, как Клуб одолел Альфа-Академию, и Стайлсу предложили матч против Доминика 1х1. В этом матче Рипли отвлекса Стайлса, и Мистерио-младший удержал его сворачиванием. В результате «Судный День» бросил «Клубу» вызов на матч трио на Crown Jewel, и это предложение было принято. На RAW 24 октября. На RAW 31 октября состоялся матч 1х1 между Пристом и Андерсоном. В этом матче неожиданную победу одержал Андерсон. После матча группировки подрались, и Гэллоус снова получил в пах от Реи Рипли. В матч на Crown Jewel по традиции вмешивалась Рея Рипли. Она смогла стащить Эй. Джей. Стайлса с апрона, подсев под него и подняв его в Электрическом стуле, после чего сбросила на апрон и закатила на ринг. Финн Балор провел шотган-дропкик, а затем Ку-Де-Гра и принес победу своей группировке.

## Титулы и достижения
- American Pro Wrestling Alliance
  - Командный чемпион мира APWA (1 раз) — с Ноксом[9]
- Elite Pro Wrestling Alliance
  - Чемпион EPWA в тяжёлом весе (1 раз)
- Impact Wrestling
  - Командный чемпион мира Impact (3 раза) — с Карлом Андерсоном[10]
  - Награды по итогам года Impact (3 раза)
    - Завершающий приём года (2020) — Magic Killer[11]
    - Момент года (2020)[12]
    - Конмада года (2021) — с Карлом Андерсоном[13]
- Lariato Pro Wrestling
  - Командный чемпион Lariato Pro (1 раз) — с Карлом Андерсоном[14]
- National Wrestling Alliance
  - Южный командный чемпион NWA (1 раз) — с Айсбергом[15]
- National Wrestling League
  - Чемпион NWL в тяжёлом весе (1 раз)[16]
- New Japan Pro-Wrestling
  - Командный чемпион IWGP (3 раза) — с Карлом Андерсоном[17][18][19]
  - World Tag League (2013) — с Карлом Андерсоном[20]
  - NJPW Strong Tag Team Turbulence Tournament (2021) — с Карлом Андерсоном[21][22]
- Rampage Pro Wrestling
  - Чемпион RPW в тяжёлом весе (1 раз)[23]
- Pro Wrestling Illustrated
  - № 65 в топ 500 рестлеров в рейтинге PWI 500 в 2016[24]
- River City Wrestling
  - Командный чемпион RCW (1 раз) — с Ноксом[25]
- Southern Fried Championship Wrestling
  - Чемпион SFCW в тяжёлом весе (1 раз)
- Vanguard Championship Wrestling
  - Чемпион VCW в тяжёлом весе (1 раз)[26]
- Wrestling Observer Newsletter
  - Худший образ (2012, 2013) Aces & Eights[27][28]
- WWE
  - Командный чемпион WWE Raw (2 раза) — с Карлом Андерсоном[29]
  - WWE Tag Team World Cup (2019) — с Карлом Андерсоном[30]